# Peter von der Heydt Freiherr von Massenbach
Peter von der Heydt Freiherr von und zu Massenbach (* 2. September 1938 in Neuhof, Kreis Waren, Mecklenburg; † 29. Dezember 2008 in Köln) war ein deutscher Politiker der CDU.

## Leben
Nach Abitur in Kirchheim/Teck absolvierte er von 1957 bis 1959 eine Banklehre, ab 1958 zusätzlich ein Studium der Betriebswirtschaft in München und an der Tulane University in New Orleans, Louisiana. Dieses Studium schloss er mit dem Grad eines Master of Business Administration ab.
Von 1963 bis 1967 war er Direktionsassistent eines Chemieunternehmens und wechselte 1968 als Bankprokurist zum Bankhaus Delbrück & Co. Von 1970 bis 2002 war er Mitinhaber dieses in „Delbrück von der Heydt & Co.“ umbenannten Bankhauses. Seitdem war er als Berater tätig und Mitglied des Aufsichtsrates der Delbrück Bethmann Maffei AG. 2006 war er ferner Mitglied des Aufsichtsrats der Deutsche REIT AG.
Er trat 1966 in die CDU ein und engagierte sich vornehmlich in deren Unterorganisation Mittelstandsvereinigung, für die er 1976 über die Landesliste Nordrhein-Westfalen in den Deutschen Bundestag gewählt wurde. 1980 kandidierte er im Bundestagswahlkreis Mettmann I, zog aber wiederum nur über die Landesliste ins Bundesparlament ein, dem er bis 1983 angehörte.
Geboren als Freiherr von und zu Massenbach erhielt er seinen bekannten bergischen Nachnamen von der Heydt durch Adoption. Er war verheiratet und hatte fünf Kinder.
Peter von der Heydt Freiherr von und zu Massenbach wurde mit dem Bundesverdienstkreuz am Bande ausgezeichnet. Er starb 2008 im Alter von 70 Jahren und wurde auf dem Kölner Melaten-Friedhof beigesetzt.